# Шпрот новозеландський
Шпрот новозеландський (Sprattus antipodum) — риба родини оселедцевих. Ареал охоплює південно-західну Пацифіку біля берегів Нової Зеландії.
Морська пелагічна субтропічна риба, що сягає 12 см довжиною.